# Larsen-Syndrom
Das Larsen-Syndrom, auch Rotter-Erb-Syndrom ist eine hereditäre Bindegewebserkrankung mit multiplen Luxationen und Skelettdysplasie.
Die Erstbeschreibung erfolgte durch Rotter und Erb 1948, die Krankheit ist nach dem US-amerikanischen Orthopäden Loren Joseph Larsen (* 1914) benannt, der 1950 eine Beschreibung veröffentlichte.

## Verbreitung
Die Häufigkeit wird mit  1–9 zu 1.000.000 angegeben, auf der Insel Réunion beträgt die Prävalenz bei Geburt 1 zu 1.500.

## Einteilung und Ursache
Je nach Erbgang können unterschieden werden:
- autosomal-dominante Form, die weitaus häufigste. Dieser Erkrankung liegen Mutationen im FLNB-Gen am Genort 3p14.3 zugrunde, welches für Filamin B kodiert.[5][4]
- autosomal-rezessive Form, (Synonyme: CHST3-assoziierte Skelettdysplasie; englisch SPONDYLOEPIPHYSEAL DYSPLASIA, OMANI TYPE), Mutationen im CHST3-Gen an 10q22.1.[6][7]

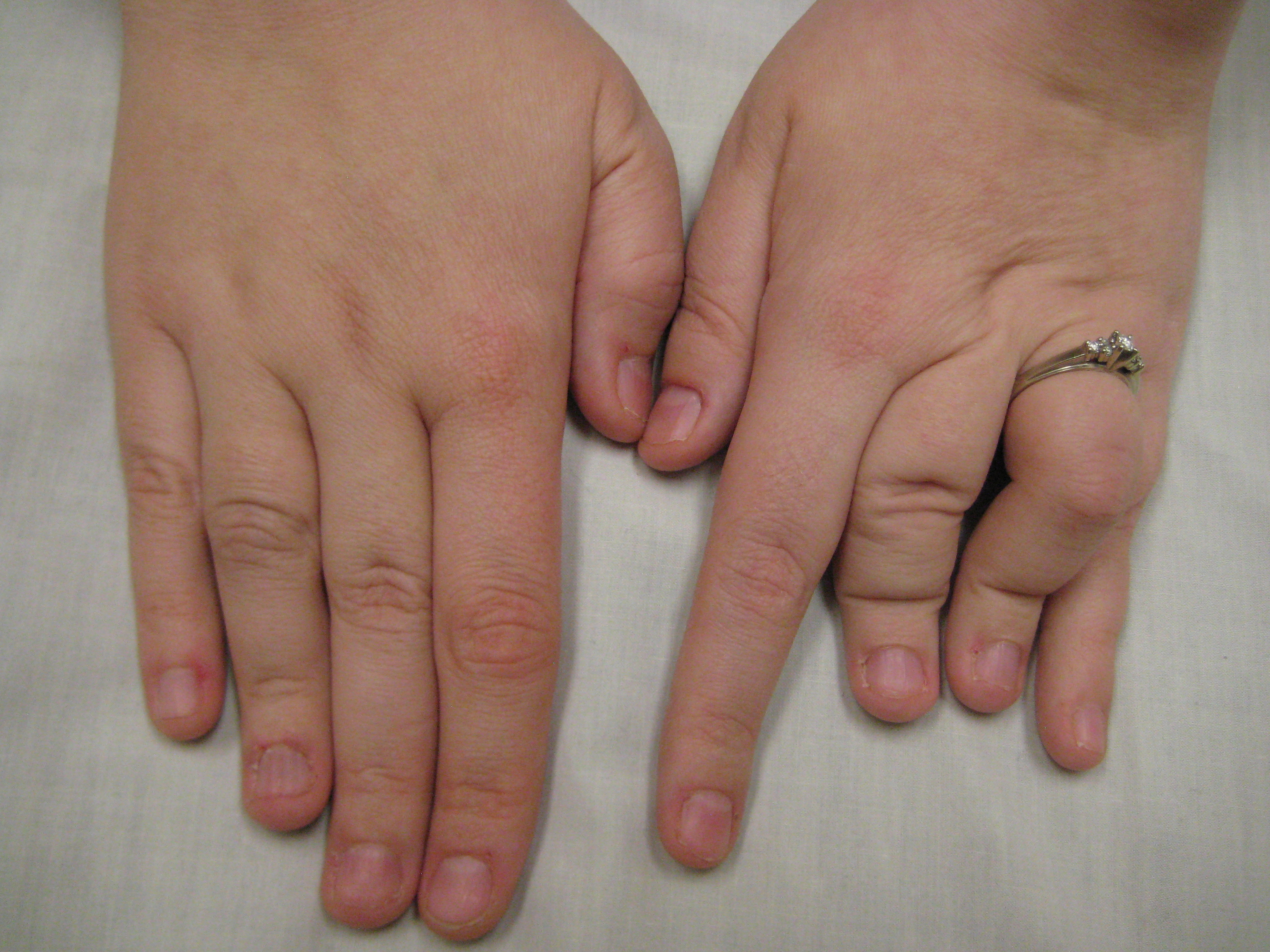
Hand eines Patienten mit Larsen-Syndrom.

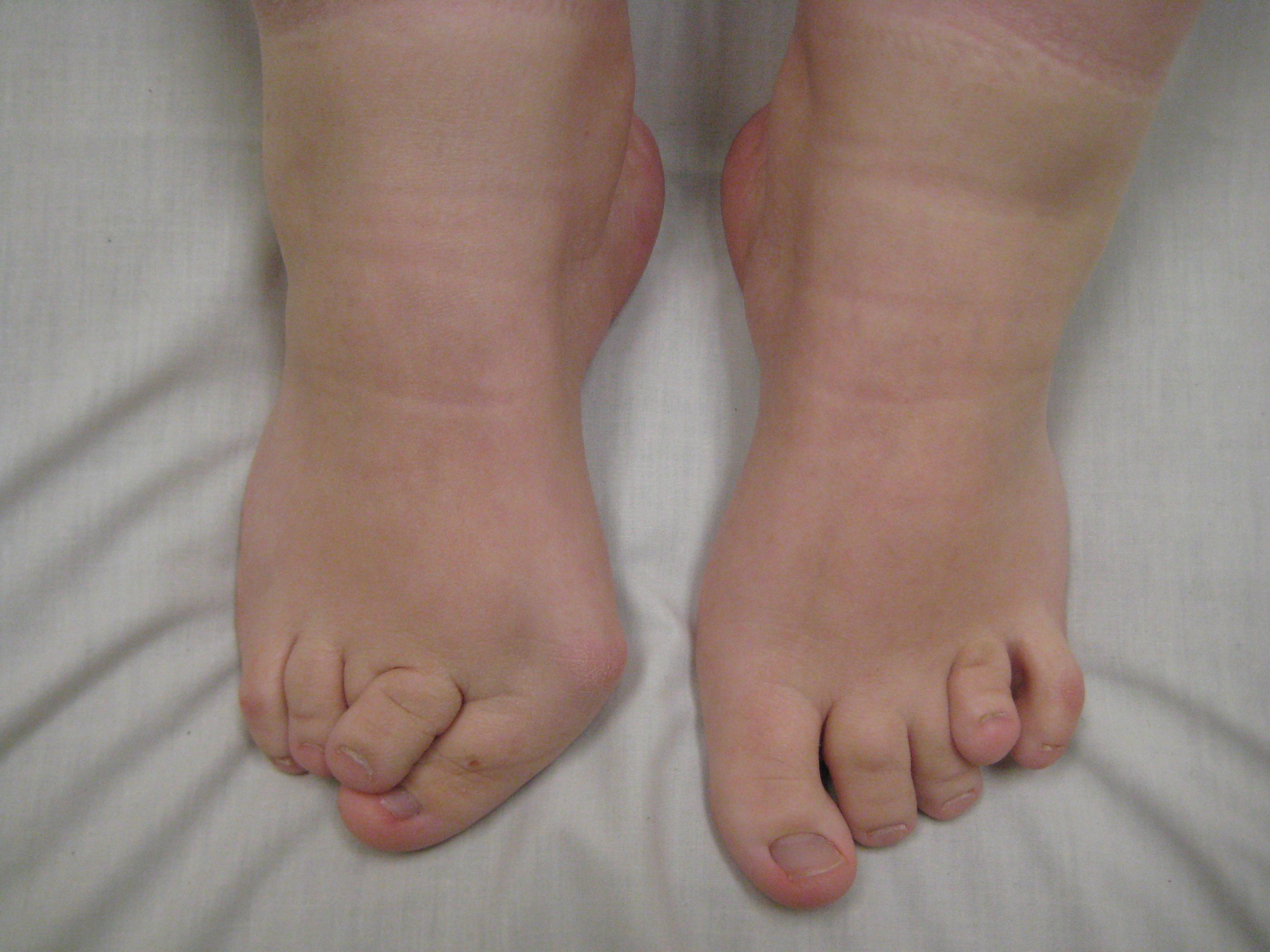
Fuß eines Patienten mit Verkürzung und Gelenkfehlstellung

## Klinik
Diagnostische Kennzeichen sind:
- Bei Geburt bestehende Luxationen mehrerer Gelenke: Hüften, Knie, Ellenbogen
- Kraniofaziale Anomalie mit eingesunkener Nasenwurzel, Hypertelorismus, flaches Gesicht
- Gaumenspalte, in  50 % Klumpfuß
- Radiologisch breite Endphalangen, Skoliose der oberen Halswirbelsäule, eventuell mit Segmentationsstörung, akzessorischer Knochenkern am Fersenbein, überzählige  Handwurzelknochen.
- Atemstörungen.[2][8]

Ferner wurden kardiovaskuläre Störungen beschrieben.

## Differentialdiagnose
Klinisch anzugrenzen ist:
- Ehlers-Danlos-Syndrom
- Arthrogryposis multiplex congenita[8]
- Angeborene Knieluxation
- Desbuquois-Syndrom
- Omodysplasie

Differential-diagnostisch sind nach dem Röntgenbefund abzugrenzen:
- Oto-palato-digitales Syndrom Typ 1
- Frontometaphysäre Dysplasie
- Spondyloepimetaphysäre Dysplasie mit Gelenklaxizität und Kyphoskoliose[10]

## Diagnostik
Bereits pränatal ist die Verdachtsdiagnose stellbar.
Nach der Geburt ist neben der Dokumentation des Ausmaßes der Luxationen durch Ultraschall zur Abgrenzung der aufgeführten Differentialdiagnosen eine Röntgenaufnahme erforderlich.

## Behandlung
Eine kausale Therapie ist nicht möglich. Die Behandlung erfolgt symptombezogen, richtet sich nach dem Ausmaß der Fehlstellungen.
Probleme bei der Narkose können durch die Instabilität der Halswirbelsäule auftreten.